# Oakenshaw
Oakenshaw är en by i kommunen Durham i grevskapet Durham i England. Byn är belägen 9 km från Durham. Orten har 565 invånare (2015). Det byggdes på 1850-talet som en kolgruvby.